# 알렉세이 리코프

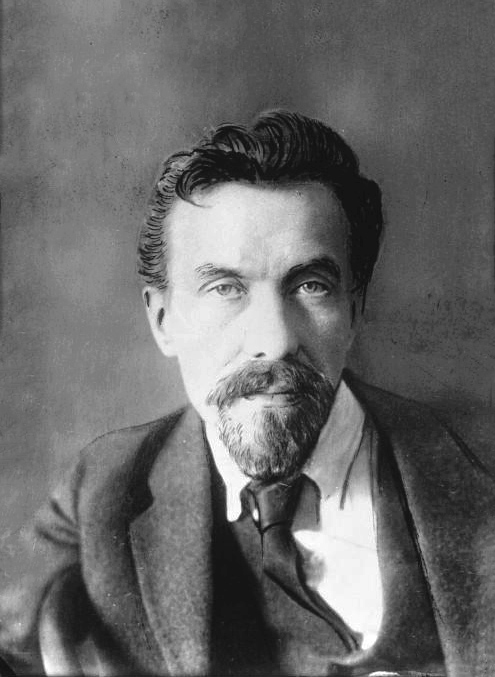
알렉세이 리코프

알렉세이 이바노비치 리코프(러시아어: Алексей Иванович Рыков, 1881년 2월 25일 ~ 1938년 3월 15일)는 소련의 정치인이였다. 1924년부터 1930년까지 인민위원평의회 의장을 역임하였다.